# Troglohyphantes albopictus
Troglohyphantes albopictus este o specie de păianjeni din genul Troglohyphantes, familia Linyphiidae, descrisă de Pesarini, 1989.
Este endemică în Italia. Conform Catalogue of Life specia Troglohyphantes albopictus nu are subspecii cunoscute.